# Judith Leyster
Judith Jans Leyster (també Leijster; batejada a Haarlem el 28 de juliol de 1609 - enterrada a Heemstede, 10 de febrer de 1660 va ser una pintora holandesa de l'edat d'or d'obres de gènere, retrats i natures mortes. La seva obra va ser molt apreciada pels seus contemporanis, però en gran part oblidada després de la seva mort. Tota la seva obra es va atribuir a Frans Hals o al seu marit, Jan Miense Molenaer. El 1893 va ser redescoberta i els estudiosos van començar a atribuir-li correctament les seves obres.

## Biografia
Leyster va néixer el juliol de 1609 a Haarlem, filla d'un fabricant de draps local, Jan Willemsz Leyster, que més tard va esdevenir cerveser. Va ser la darrera de vuit germans. Tot i que els detalls de la seva formació són incerts, va ser esmentada pel poeta contemporani de Haarlem Samuel Ampzing al seu llibre Beschrijvinge ende lof der stadt Haerlem (1628).
Alguns estudiosos especulen que Leyster va seguir una carrera com a pintora per ajudar a mantenir la seva família després de la fallida del seu pare. Potser va aprendre pintura de Frans Pietersz de Grebber, que dirigia un respectat taller a Haarlem a la dècada de 1620. Durant aquest temps la seva família es va traslladar a la província d'Utrecht, i podria haver entrat en contacte amb alguns dels caravaggistes d'Utrecht.

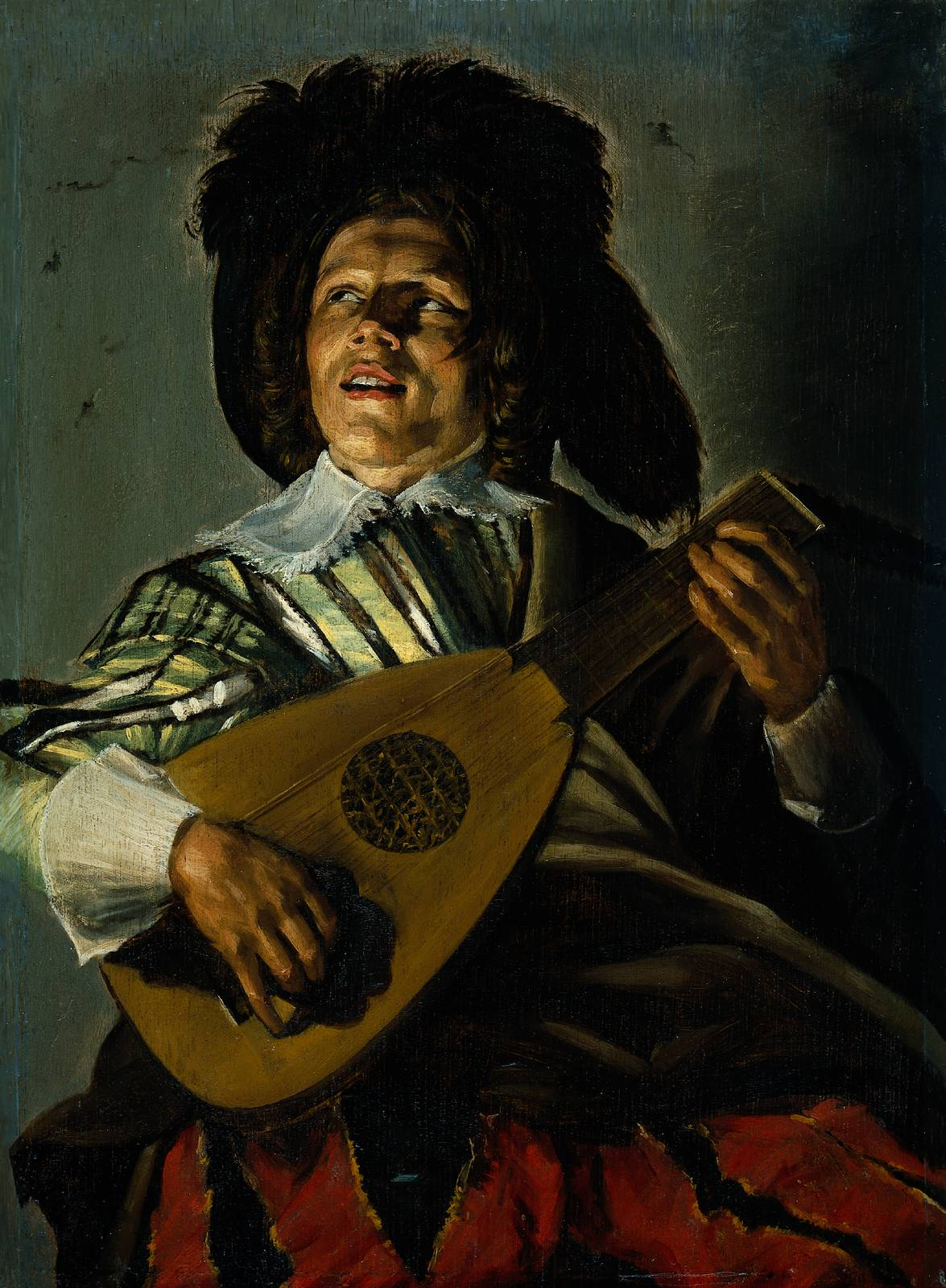
Serenata de Leyster, 1629 (Rijksmuseum)

Les primeres obres signades de Leyster, Serenade i Jolly Topper, estan datades el 1629, quan l'artista tenia vint anys. El 1633, va ser admesa com a membre del Gremi de Sant Lluc de Haarlem. Algunes fonts diuen que va ser la primera dona que es va incorporar al gremi; altres diuen que va ser Sara van Baalbergen el 1631. Desenes d'altres artistes dones podrien haver estat admeses al Gremi de Sant Lluc durant el segle XVII; tanmateix, com que sovint no figurava el mitjà en què treballaven, és difícil determinar quantes eren pintores. Aleshores, les artistes que treballaven en el brodat, la pintura de ceràmica, el metall i la fusta estaven incloses en gremis, i algunes continuaven la feina dels seus marits difunts.
S'ha suggerit que Leyster's Self-Portrait, c. 1633 (National Gallery of Art, Washington, DC), podria haver estat la seva peça de presentació al Gremi. Aquest treball marca un canvi de la rigidesa dels autoretrats de dones anteriors cap a una postura més relaxada i dinàmica. És molt relaxat per als estàndards d'altres retrats holandesos i comparable a alguns dels treballs de Frans Hals. Tanmateix, sembla poc probable que portés roba tan formal quan pintava a l'oli, especialment el coll de puntes molt ample.
Dos anys després d'entrar al Gremi, Leyster havia contractat tres aprenents masculins. Els registres mostren que Leyster va demandar Frans Hals per acceptar una estudiant que va deixar el seu taller pel seu sense obtenir abans el permís del Gremi. La mare de l'estudiant va pagar a Leyster quatre florins en indemnització punitiva, només la meitat del que Leyster havia demanat, i Hals va resoldre la seva part de la demanda pagant una multa de tres florins en lloc de tornar l'aprenent. La mateixa Leyster va ser multada per no haver registrat l'aprenent al Gremi. Després de la seva demanda amb Frans Hals, les pintures de Leyster van rebre un major reconeixement.
L'any 1636, Leyster es va casar amb Jan Miense Molenaer, un artista més prolífic que ella mateixa, que va treballar en temes similars. Amb l'esperança de millors perspectives econòmiques, la parella es va traslladar a Amsterdam, on Molenaer ja tenia clients. Van romandre allà durant onze anys abans de tornar a Heemstede, a la zona de Haarlem. Allà van compartir un estudi en una petita casa situada a l'actual parc Groenendaal. Leyster i Molenaer van tenir cinc fills, dels quals només dos van arribar a l'edat adulta.
La majoria de les obres datades de Leyster es van produir abans del seu matrimoni i estan datades entre 1629 i 1635. Hi ha poques peces conegudes d'ella pintades després de 1635: dues il·lustracions en un llibre sobre tulipes de 1643, un retrat de 1652 i un bodegó de 1654 que es va descobrir en una col·lecció privada al segle XXI. És possible que Leyster també hagués treballat en col·laboració amb el seu marit. Va morir el 1660, a 50 anys. Va ser enterrada en una granja als afores de Haarlem. Cap de les seves obres d'art es va mostrar públicament ni se li va atribuir durant prop de 200 anys. El fet que l'inventari de la seva finca atribuís moltes de les pintures a "la dona de Molenaer", no a Judith Leyster, podria haver contribuït a la mala atribució de la seva obra al seu marit.

## Obres

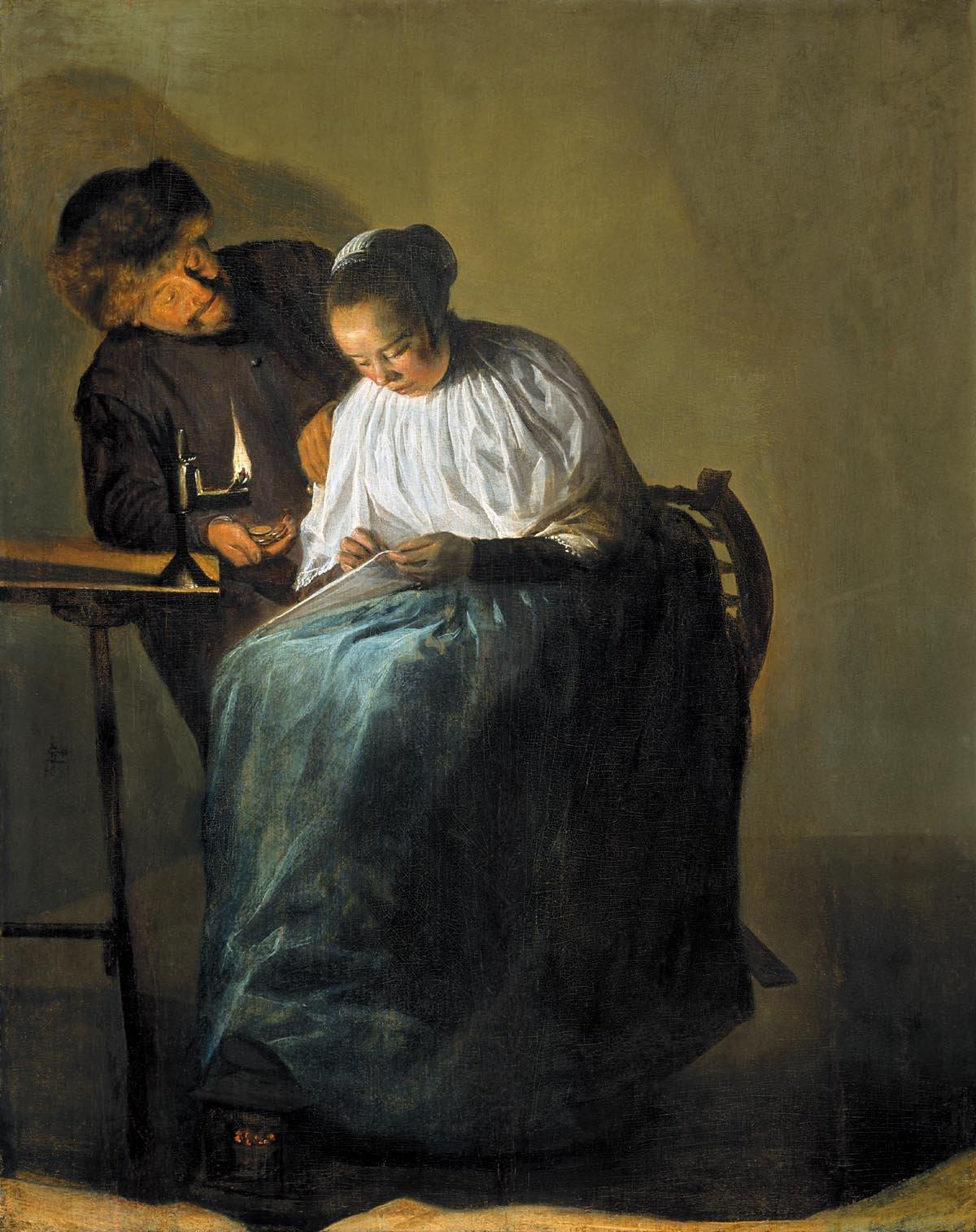
La proposició de Judith Leyster

Leyster va signar les seves obres amb un monograma de les seves inicials, JL, amb una estrella adjunta. Aquest era un joc de paraules: "Leister" significava "Estrella principal" en neerlandès i per als mariners holandesos de l'època era el nom comú de l'estrella polar. El Leestar era el nom de la cerveseria del seu pare a Haarlem.
Es va especialitzar en escenes de gènere semblants a retrats, normalment d'una a tres figures, que generalment desprenen alegria i es mostren sobre un fons senzill. Molts són nens, i altres són homes bevent. Leyster va ser especialment innovadora en les seves escenes de gènere domèstic. Es tracta d'escenes tranquil·les de dones a casa, sovint amb espelmes o llums, sobretot des del punt de vista d'una dona. La Proposició (Mauritshuis, La Haia) és una variant inusual d'aquestes escenes, segons alguns que mostra una noia rebent una proposició no desitjada, en lloc de representar una prostituta voluntària, l'escena més habitual sota aquest títol. El fet que el subjecte femení estigui cosint a l'escena també pot tenir un doble significat, ja que la paraula holandesa per cosir de vegades s'utilitza com a metàfora del sexe. Tanmateix, aquesta interpretació no és universalment acceptada. Ann Sutherland Harris ha interpretat la pintura com una dona que rep una proposta de matrimoni honesta.
Gran part de la seva altra obra, especialment en músics, era de naturalesa similar a la de molts dels seus contemporanis, com ara el seu marit Molenaer, els germans Frans i Dirck Hals, Jan Steen i els caravaggistes d'Utrecht Hendrick Terbrugghen i Gerrit van Honthorst.. Les seves pintures de gènere, generalment de tavernes i altres escenes d'entreteniment, atenien els gustos i interessos d'un segment creixent de la classe mitjana holandesa. Va pintar pocs retrats reals, i la seva única pintura d'història coneguda és David amb el cap de Goliat (1633).

El 1648, Theodore Schrevel, un comentarista neerlandès, va escriure: "També hi ha hagut moltes dones experimentades en el camp de la pintura que encara són reconegudes en el nostre temps, i que podien competir amb els homes. Entre elles, una destaca excepcionalment, Judith Leyster, anomenada 'la veritable estrella principal de l'art'".

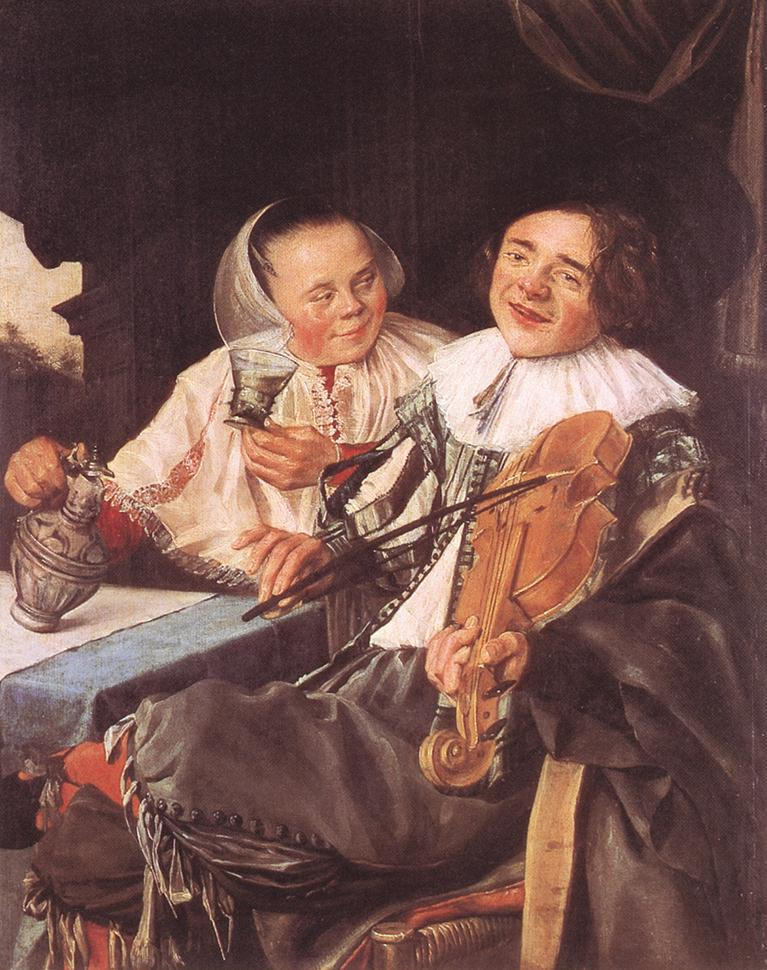
La parella feliç de Leyster, 1630 (Louvre)

## Leyster i Frans Hals
Encara que va ser coneguda durant la seva vida i estimada pels seus contemporanis, Leyster i la seva obra van quedar en gran part oblidades després de la seva mort. Va ser redescoberta l'any 1893, quan una pintura admirada durant més d'un segle com a obra de Frans Hals va ser reconeguda com a seva. Després d'adonar-se de la prominència i el talent oblidats de Leyster, va ser criticada pòstumament per haver fet distincions entre ella i Frans Hals, malgrat que 200 anys de la seva feina es consideraven com a seus. El 1964, Whitney Chadwick cita James Laver a la seva enquesta Women, Art, and Society dient que algunes dones artistes tendeixen a emular Frans Hals, però les pinzellades vigoroses del mestre estaven més enllà de la seva capacitat. Només cal mirar l'obra d'una pintora com Judith Leyster per detectar la debilitat de la mà femenina."
La confusió, o potser l'engany, pot procedir de la vida de Leyster. Sir Luke Schaud va adquirir un Leyster, The Jolly Companions, com a Hals a la dècada de 1600. L'obra va acabar arribant a un comerciant, Wertheimer de Bond Street, Londres, que la va descriure com una de les millors pintures de Hals. John Millars va coincidir amb el Wertheimer sobre l'autenticitat i el valor de la pintura. Wertheimer va vendre el quadre a una empresa anglesa per 4.500 lliures. Aquesta firma, al seu torn, va vendre el quadre com a Hals a Thomas Lawrie a París.
El 1893 el Louvre va trobar el monograma de Leyster sota la signatura de Hals. No és clar quan s'havia afegit la signatura falsa. Quan es va descobrir la signatura original, Thomas Lawrie va demandar l'empresa anglesa, que al seu torn va intentar rescindir la seva pròpia compra i recuperar els seus diners del comerciant d'art, Wertheimer. El cas es va resoldre al tribunal el 31 de maig de 1893, amb els demandants (l'empresa anglesa sense nom) acordant mantenir la pintura per 3.500 £ + 500 £ de costos. Durant els processos judicials, no es va tenir en compte l'obra com a objecte de valor en la seva nova història: "en cap moment ningú va llançar la gorra a l'aire i es va alegrar que un altre pintor, capaç d'igualar a Hals en el seu millor moment, hagués estat descobert". Una altra versió de The Jolly Companions s'havia venut a Brussel·les el 1890 i portava el monograma de Leyster "bruscament alterat a un FH entrellaçat".
El 1893 Cornelis Hofstede de Groot va escriure el primer article sobre Leyster. Li va atribuir set quadres, sis dels quals estan signats amb el seu distintiu monograma 'JL*'. Des de llavors, els historiadors de l'art sovint l'han descartat com a imitadora o seguidora de Hals, encara que aquesta actitud va canviar una mica a finals del segle xx.
A part de la demanda esmentada anteriorment, la naturalesa de la relació professional de Leyster amb Frans Hals no està clara; podria haver estat la seva alumna o, en cas contrari, una amiga. Potser va ser testimoni del bateig de la filla de Hals, Maria, a principis de la dècada de 1630, ja que una "Judith Jansder" (que significa "filla de Jan") es va registrar com a testimoni, però hi havia altres Judith Jansders a Haarlem. Alguns historiadors han afirmat que Hals o el seu germà Dirck podrien haver estat el professor de Leyster, a causa de les estretes similituds entre les seves obres.

## Col·leccions públiques
Els museus amb obres de Judith Leyster inclouen el Rijksmuseum Amsterdam; el Mauritshuis, La Haia; el Museu Frans Hals, Haarlem; el Louvre, París; la National Gallery, Londres; i la National Gallery of Art, Washington DC. El 2022, el Currier Museum of Art va comprar una pintura de Leyster per acompanyar la seva pintura de Jan Miense Molenaer.
El març de 2021, l'obra de Leyster es va afegir a la "Galeria d'Honor" del Rijksmuseum. Leyster, Gesina ter Borch i Rachel Ruysch són les primeres dones que es van incorporar a la galeria.
El 19 de desembre de 2022, Google la va presentar en un Google Doodle als Països Baixos, Islàndia, Irlanda, el Regne Unit, Singapur i els Estats Units.